# Biały terror na Węgrzech

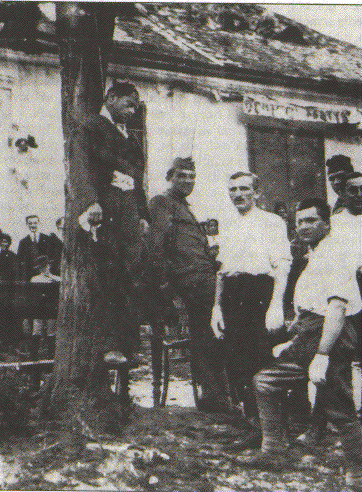
Ofiara terroru

Biały terror na Węgrzech – termin odnoszący się do prześladowań i zbrodni mających miejsce w latach 1919–1921. Jego celem było zniszczenie jakichkolwiek śladów po krótkim etapie rewolucji komunistycznej i po powołanej Węgierskiej Republice Rad. Podczas białego terroru aresztowano tysiące niewinnych ludzi, a około 1000 zamordowano. Wiele ofiar pochodziło ze społeczności żydowskiej.
Andrew C. Janos, amerykański politolog węgierskiego pochodzenia, określił węgierski biały terror jako dużo brutalniejszy i bezwzględniejszy od wcześniejszego czerwonego terroru, stosowanego przez komunistów.

## Tło
Pod koniec I wojny światowej monarchia austro-węgierska upadła, a państwa Ententy, na mocy podpisanego między Węgrami a tymi państwami Traktatu w Trianon, przydzieliły część terenów zamieszkiwanych przez Węgrów do Królestwa Serbów, Chorwatów i Słoweńców, Czechosłowacji i Rumunii. Na skutek zmian granic powierzchnia Węgier zmniejszyła się o dwie trzecie.
W atmosferze niepokoju, próba zorganizowania demokratycznej republiki nie powiodła się. W marcu 1919 roku komuniści wespół z socjaldemokratami, korzystając z niestabilności politycznej, przejęli władzę i ogłosili powstanie Węgierskiej Republiki Rad. Funkcję rządu pełniła Rada Rewolucyjna, na czele nowego rządu stał Béla Kun. Rząd stanowił koalicję socjaldemokratów i komunistów. Władza komunistów trwała 133 dni. W kraju rozpętał się czerwony terror. Nowy rząd starał się zachować w granicach państwa węgierskiego Słowację i Siedmiogród, co spotkało się ze zbrojną reakcją sąsiadów, WRR została ostatecznie obalona przez interwencję wojsk rumuńskich.

## Biały terror

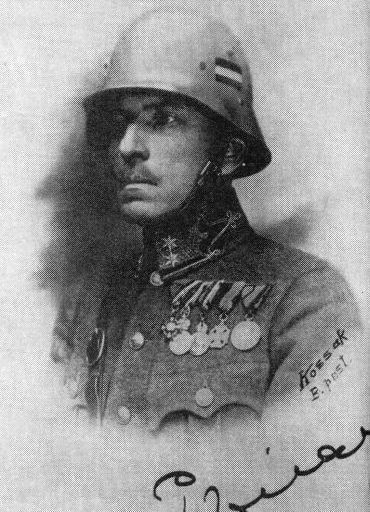
Pál Prónay odpowiedzialny za największe zbrodnie w okresie terroru

W południowej części kraju, na skutek zagranicznej interwencji wojskowej, powstał nowy rząd. Na czele zbrojnego skrzydła nowego rządu, Armii Krajowej, stał admirał Miklós Horthy. Wielu żołnierzy nowego reżimu, wywodzących się ze środowisk skrajnej prawicy, pragnęła pomścić ofiary czerwonego terroru.
Jednostki te, znane jako „Biała Gwardia”, przeprowadziły kampanię morderstw, tortur i grabieży. Rozstrzeliwano osoby podejrzane o sprzyjanie komunistom, a innych podejrzanych wieszano w miejscach publicznych jako ostrzeżenie dla innych. Białogwardziści za wroga uważali również chłopów, liberałów oraz bardzo często Żydów, którzy byli oskarżani o komunistyczną rewolucję, gdyż wielu z przywódców komunistycznych było Żydami.
Najbardziej znanym dowódcą jednostek odpowiedzialnych za zbrodnie był Pál Prónay. Innymi dowódcami byli Gyula Ostenberg, Antona Lehara, i Ivan Hejjas, których oddziały były co prawda częścią Węgierskiej Armii Krajowej, ale raczej funkcjonowały jako bataliony fanatycznie oddanych dowódcy band zbrojnych.
Węgierska Armia Krajowa przejęła kontrolę nad Budapesztem w listopadzie 1919 roku, a cztery miesiące później admirał Horthy został mianowany regentem odtworzonego Królestwa Węgier. Mimo to terror trwał prawie dwa kolejne lata; motywowana politycznie przemoc zamieniła się stopniowo w przypadkowe mordy i porwania dla zysku. Funkcjonariusze „Białej Gwardii” zaczęli rywalizować ze sobą o władzę, dochodziło do mordów na tle tej rywalizacji i walk między oddziałami. Jednostki przestały podlegać zwierzchnictwu reżimu. Zaniepokojony Horthy postanowił ustabilizować sytuację. Od 1921 roku Prónay był ścigany za zbrodnie jakich dopuściła się jego kompania. Rozpad jego batalionu w styczniu 1922 uważany jest za koniec białego terroru.
Strach przed białym terrorem miał duży wpływ na sytuację kulturową i naukową w kraju. Z kraju uciekli: Paul Fejos, Béla Lugosi czy Alexander Korda.